# Samoa
Samoa (indtil 1997 Vestsamoa) er en polynesisk østat bestående af to hovedøer (Savai'i og Upolu), to mindre beboede øer (Manono og Apolima), og adskillige mindre, ubeboede øer inklusive Aleipataøerne (Nu'utele, Nu'ulua, Fanuatapu og Namua). Tre fjerdedele på Upolu, hvor også hovedstaden, Apia, ligger. Lapitafolket opdagede og bosatte sig på Samoaøerne for omkring 3.500 år siden. De udviklede deres eget sprog og kultur.
Samoa ligger cirka midt på ruten fra Hawaii til New Zealand. Landet Samoa består af ni øer, der er en del af arkipelaget Samoaøerne.
Landet er en parlamentarisk demokratisk enhedsstat med 11 administrative distrikter. Det er en selvstændig stat og medlem af Commonwealth of Nations. Vestsamoe blev medlem af FN den 15. december 1976. Som følge af indbyggerne på Samoas sejlkundskaber blev hele øgruppen (der inkluderer Amerikansk Samoa) som "Navigtør-øerne”. Landet var en koloni under Tyske Kejserrige 1899 til 1915, hvor det kom under delt britisk og New Zealandsk administration indtil 1. januar 1962, hvor det blev et uafhængigt land.

## Samfund
Samoa er et konstitutionelt monarki med ét kammer. Det betyder, at de har en konge uden reel magt samt en lovgivende forsamling. Landet er stærkt knyttet til New Zealand, som de skrev en venskabstraktat med ved uafhængigheden i 1962. Der er en højkommisær fra New Zealand i hovedstaden, Apia, og Samoas udenrigspolitik føres sammen med New Zealand.
På Samoa blev landet oprindeligt bestyret af små stammer eller storfamilier også kaldet Matai. Mænd som er mataier (med stor familie) betød mere end almindelige mennesker. I dag har alle stemmeret, men den gamle magtfordeling ligger uundgåeligt stadig i folk. Det største politiske parti er Human Rights Protection Party, der i 2006 fik 35 ud af 49 mandater.
På grund af fortiden som base for missionærer er den altdominerende religion kristendom og kun 0,3% er ikke kristne. Kirkerne betyder meget for befolkningen og mange steder holder man fælles aftenbøn.

## Økonomi
Samoas økonomi er bygget på landbrugsprodukter. Landbruget, som fylder 19% af landet, er primært selvforsynende. Det beskæftiger 60% af befolkningen. Man har et minimalt udbygget turisme, mens fiskeri og skovarbejde bliver udbygget med henblik på eksport. I dag arbejder mange samoanere i udlandet (især New Zealand) og sender penge hjem til familien. Det har gjort landet i stand til at importere meget mere end de eksporterer.

## Historie
Uddybende artikel: Samoas historie
Samoaøerne blev beboet omkring år 1000 før Kristus, og opdaget af europæiske opdagelsesrejsende anført af den franske forsker Louis Antoine de Bougainville i 1776. I 1835 kom mange englændere til Samoaøerne og oprettede en missionærstation. International rivalisering i den sidste del af det 19. århundrede blev afsluttet med en traktat i 1899 hvor Det Tyske Kejserrige og USA delte Samoaøerne, så Tyskland fik de vestlige øer og USA de østlige.
De vestlige øer (Upolu, Savai'i, Apolima and Manono) blev et tysk protektorat i 1900 under navnet Tysk Samoa (Deutsch-Samoa). Tysklands første guvernør i protektoratet var Tysklands senere udenrigsminister Wilhelm Solf. Ved 1. verdenskrigs udbrud blev Tysk Samoa den 29. august 1914 invaderet af et ekspeditionskorps fra New Zealand, der uden kamp besatte protektoratet. Den Kejserlige Marine sendte krydserne SMS Scharnhorst og SMS Gneisenau til øerne, men viceadmiral Maximilian von Spee vurderede ved ankomsten til øerne den 14. september 1914, at en landsætning af tropper i et område, der var domineret af Royal Navy blot ville være en kortsigtet løsning, hvorefter krydserne trak sig tilbage. New Zealand opretholdt besættelsen indtil 1920, hvorefter det tidligere tyske protektorat overgik til at mandat under Folkeforbundet, administreret af New Zealand, nu under navnet Vest-Samoa (Samoa i Sisifo på samoansk). Vest-Samoa blev et mandat området under FN i 1946 (fortsat administreret af New Zealand) og fortsatte som sådant indtil området blev uafhængigt den 1. januar 1962 og dermed blev den første polynesiske nation, der opnåede uafhængighed i det 20. århundrede.
Det østlige Samoa (Amerikansk Samoa) er siden traktaten af 1899 forblevet under amerikansk kontrol.
I september 2009 gik Samoa over til venstrekørsel. Det skete for at gøre det lettere for de mange samoanere, der bor i New Zealand og Australien, at sende deres brugte biler til hjemlandet.